# Heliozelidae
Famille
Les Heliozelidae sont une famille de petits lépidoptères (papillons) monotrysiens primitifs. Ces petits papillons diurnes aux couleurs métalliques se caractérisent par leur tête lisses et brillante. 

## Comportement
Les larves de la famille des Heliozelidae sont des mineuses de feuilles. Elles tapissent l'intérieur de la mine de soie, formant ainsi un cocon, dans lequel elles hibernent. Les mines laissées par les larves sont reconnaissables au grand trou laissé à l'extrémité de la feuille,.

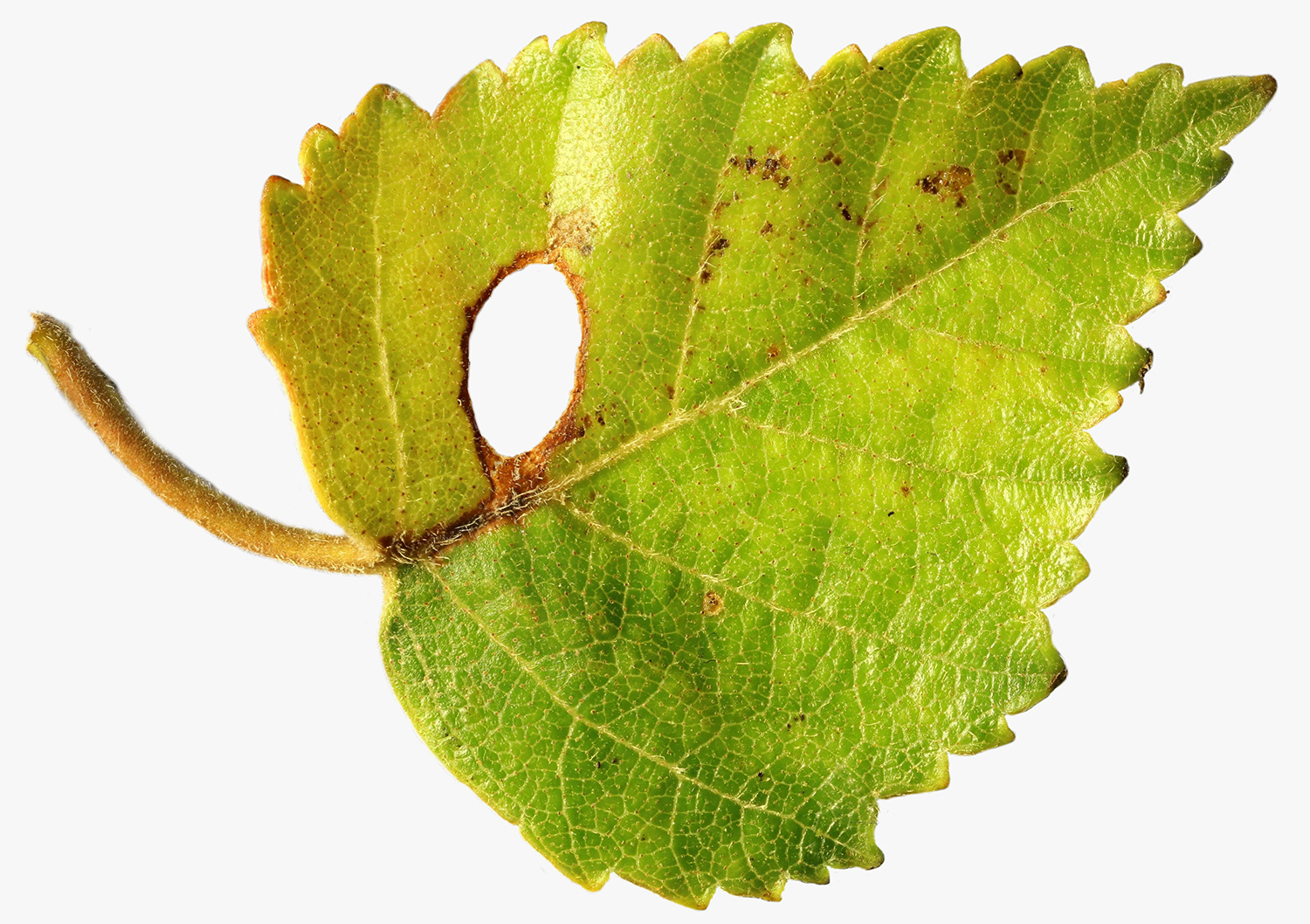
Mine laissée par une larve de Heliozela hammoniella.
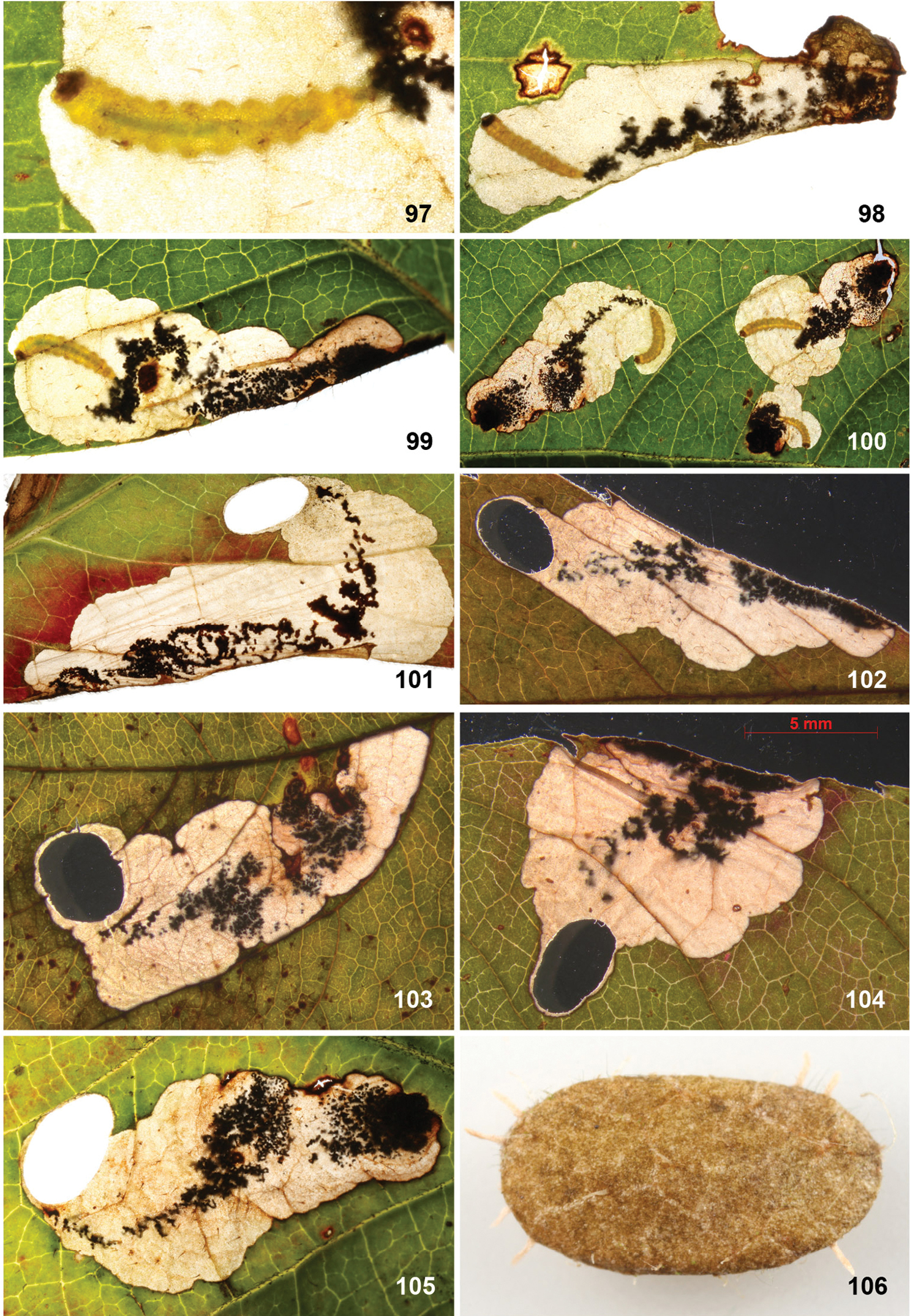
Collage de mines (et cocons) de l'espèce Aspilanta viticordifoliella.
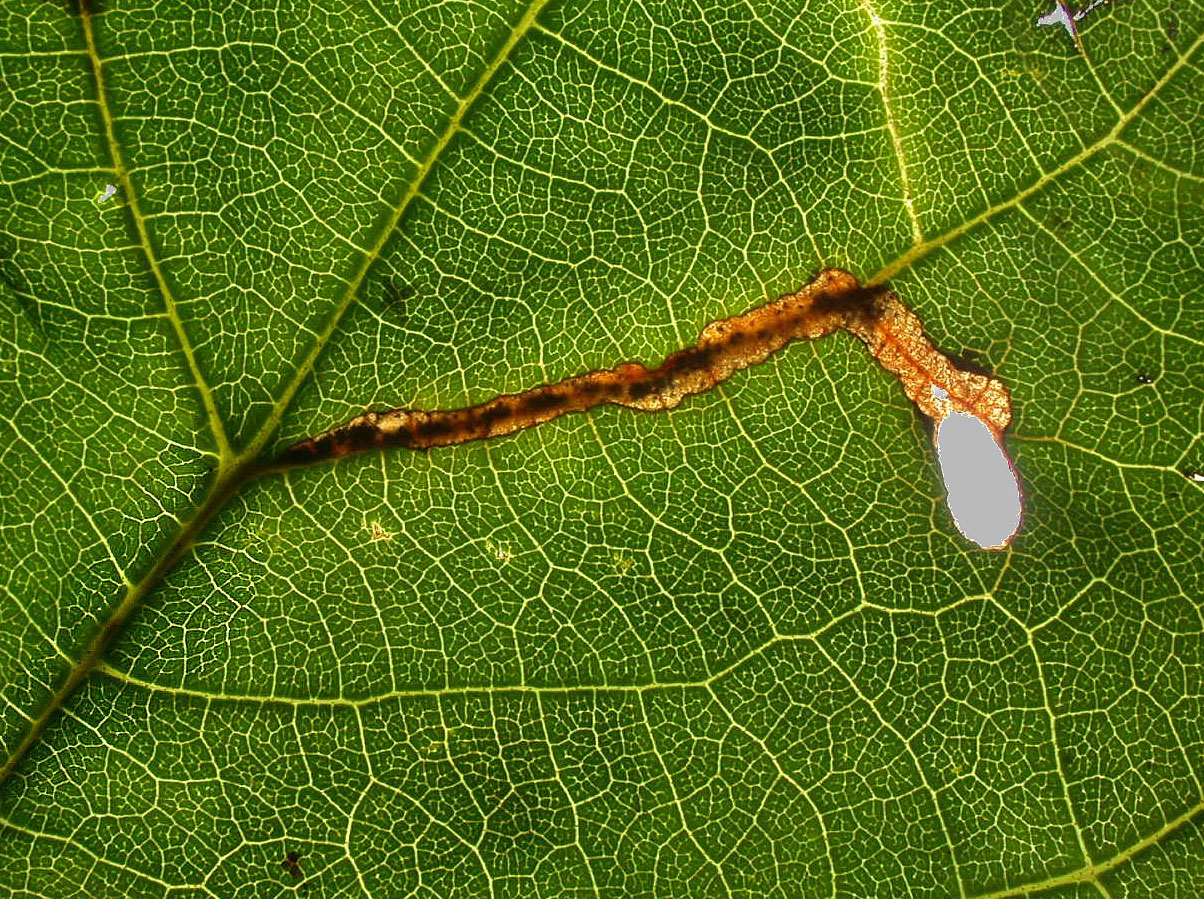
Mine de larve Heliozela resplendella.

La pupaison des larves ont lieu après l'hiver. En Europe, les petits papillons adultes (genres Antispila et Heliozela) sont rarement remarqués car ils volent assez tôt au printemps.

## Répartition
Les membres de la famille des Heliozelidae sont présents sur l'ensemble de la planète. On en rencontre huit espèces en Europe.

## Liste des genres
Cette famille regroupe jusqu'à sept voire douze genres selon les sources :  
- Antispila (Hübner, 1825)[5],[7],[8]
- Antispilina (M.Hering, 1941)[5],[8]
- Coptodisca (Walsingham, 1895)[5],[7],[8]
- Heliozela (Herrich-Schäffer, 1853)[5],[8]
- Holocacista (Walsingham & Durrant (en), 1909)[5],[8]
- Hoplophanes (Meyrick, 1897)[5],[8]
- Pseliastis (Meyrick, 1897)[5],[8]

## Systématique
La famille des Heliozelidae a été créée en 1876 par les entomologistes allemands Hermann von Heinemann (1812–1871) et Maximilian Ferdinand Wocke (d) (1820-1906).
La famille des Heliozelidae a pour synonyme :
- Heliozellidae